# امنیت ملی
امنیت ملی (به انگلیسی: National security) یا دفاع ملی (به انگلیسی: National defence) به الزاماتی اشاره می‌کند که بقای دولت ملی را از طریق به‌کارگیری قدرت اقتصادی، ارتش و توان سیاسی و استفاده از ابزار دیپلماسی حفظ نماید. «امنیت ملی» یک مفهوم غربی و خصوصاً آمریکایی است که در سال‌های پس از۱۹۴۵ رواج یافت. در مورد امنیت ملی تعاریف مختلفی ارائه شده‌است. این مفهوم مانند دیگر مفاهیم علوم انسانی، دارای تعریفی واحد و مقبول تمامی یا حداقل بیشتر صاحب نظران نیست. ریشه آن عدم اتفاق نیز به تلاش افراد، گروه‌ها و کشورها در تلقی و برداشت متفاوت آن‌ها از این واژه بازمی‌گردد. بر همین اساس، مثلاً آرنولد ولفرز می‌گوید: «امنیت ملی نماد ابهام آمیزی است که اصلاً ممکن نیست دارای معنای دقیق باشد.»

رابرت ماندل می‌گوید: امنیت ملی شامل تعقیب روانی و مادی ایمنی است و اصولاً جزء مسئولیت‌های حکومت‌های ملی است، تا از تهدیدات مستقیم ناشی از خارج، نسبت به بقای رژیم‌ها، نظام شهروندی و شیوه زندگی شهروندان خود ممانعت به عمل آورند والتر لیپمن در مورد امنیت ملی چنین گفته‌است: یک ملت زمانی امن است که در صورت اجتناب از جنگ، در معرض قربانی کردن ارزش‌های خود نباشد و در صورت ورود به جنگ بتواند با پیروزی در جنگ، ارزش‌های خود را پاس بدارد. امنیت ملی در دو گفتمان سلبی و ایجابی بیان شده‌است. امنیت ملی در گفتمان سلبی به پاسداری از سرزمین، حاکمیت و مردم در مقابل خطرات و تهدیدات دشمنان کشور معطوف است و گفتمان ایجابی ضمن حفظ منافع ملی به دنبال کسب فرصت‌ها برای توسعه و پیشرفت می‌باشد.